# Thomas Lubanga
Thomas Lubanga Dyilo (Djiba, Ituri, 29 de dezembro de 1960) é um ex-líder de um movimento rebelde da República Democrática do Congo, a União de Patriotas Congoleses (UPC).
Lubanga foi detido em 19 de maio de 2005, encarcerado na prisão de Makala, em Kinshasa e trasladado pela Corte Penal Internacional de Haia.
O Tribunal Penal Internacional é o primeiro tribunal penal internacional permanente. Foi estabelecido em 2002 na Haia, Países Baixos, local da sua sede atual, conforme estabelece o Artigo 3º do Estatuto de Roma.
O objetivo do TPI é promover o Direito internacional, e seu mandato é de julgar os indivíduos e não os Estados (tarefa do Tribunal Internacional de Justiça). Ele é competente somente para os crimes mais graves cometidos por indivíduos: genocídios, crimes de guerra, crimes contra a humanidade e os crimes de agressão.
Em 23 de junho de 2004, o TPI decidiu abrir investigação sobre a Situação na República Democrática do Congo, a pedido deste país.
Lubanga, preso em Haia desde 16 de março de 2006, foi acusado em 29 de agosto de 2006 e considerado culpado, em 14 de março de 2012, pelos crimes de guerra, como co-autor, de alistar e recrutar crianças menores de 15 anos para a Força Patriótica para a Libertação do Congo ( FPLC ) e usá-las para participar ativamente nas hostilidades, no contexto de um conflito armado interno, a partir de 1 de setembro de 2002 a 13 de agosto de 2003.
Foi condenado, em 10 de Julho de 2012, mais de oito anos após a abertura do processo criminal, a um total de 14 anos de prisão. Essa foi a primeira condenação desde a criação do Tribunal Penal Internacional.  Ele está detido, por enquanto, no Centro de Detenção em Haia.